# NGC 3131
NGC 3131 é uma galáxia espiral barrada (SBb) localizada na direcção da constelação de Leo. Possui uma declinação de +18° 13' 52" e uma ascensão recta de 10 horas, 08 minutos e 36,2 segundos.
A galáxia NGC 3131 foi descoberta em 17 de Março de 1831 por John Herschel.